# 오퍼레이션 피날레
《오퍼레이션 피날레》(영어: Operation Finale)는 2018년 개봉한 미국의 역사 드라마, 스릴러 영화이다. 크리스 와이츠가 감독을, 매튜 오튼이 각본을 맡았다. 이스라엘의 정보기관 모사드가 나치당 인물인 아돌프 아이히만을 체포하는 작전을 다룬 작품이다.

## 줄거리
제2차 세계 대전이 끝나고, 홀로코스트의 가해자 아돌프 아이히만은 자취를 감춘다. 다른 나치 독일 지도자들은 전쟁 범죄 재판을 피하기 위해 스스로 목숨을 끊는다. 1954년, 모사드 요원 피터 말킨은 오스트리아에서 나치 전범을 추적하던 중 실수로 다른 사람을 죽여 명성을 훼손한다.
1960년 아르헨티나 부에노스아이레스에서 실비아 헤르만은 아돌프 아이히만의 아들 클라우스와 연애를 시작한다. 독일계 유대인 아버지인 로타르와 함께 저녁 식사를 하던 클라우스는 유대인에 대해 노골적으로 부정적인 발언을 하고 자신의 아버지가 전쟁에서 사망했다고 주장한다. 로타르는 의심을 품고 이스라엘 텔아비브의 모사드에 그의 이름을 넘긴다. 현장 요원 츠비 아하로니는 정보를 수집하기 위해 부에노스아이레스에 파견된다. 클라우스는 실비아를 모임으로 데려가는데, 그곳은 카를로스 풀드너가 이끄는 나치 부흥회였으며, 아이히만도 참석한다. 손님들이 지크 하일을 외치며 폭발하자 실비아는 갑자기 자리를 떠난다.
이제 모사드와 협력하여 실비아는 클라우스와 화해하는 척 아이히만 가족을 그들의 집에서 만난다. 그녀와 클라우스 사이의 말다툼으로 아이히만(리카르도 클레멘트라는 이름으로 살면서 클라우스의 삼촌이라고 주장)이 개입하게 되고, 클라우스는 실수로 그를 아버지라고 부르며 아이히만은 모사드 요원에 의해 사진이 찍힌다. 아이히만은 요원이 사진을 찍는 것을 알아차리고 그를 스케치한다.
모사드 팀은 회의에서 얻은 증거를 사용하여 아이히만의 신원을 확인하고 그를 체포할 계획을 세운다. 그들은 엘알 이스라엘 항공 승무원으로 변장하고 그를 진정시킨 상태에서 비행기로 데려갈 계획이다. 피터와 그의 전 여자친구인 의사 한나는 팀에 합류하여 여행 중 아이히만을 진정시키는 역할을 맡는다. 팀은 협력하여 아이히만을 그의 집 밖에서 체포한다. 그의 가족과 친구들이 그의 실종이 누군가 그의 진짜 신원을 알아냈기 때문인지 파악하려고 하는 동안, 아이히만은 체포자들에게 자신의 신원을 인정한다. 한편, 요원들은 귀국 비행이 열흘 지연되었다는 것을 알게 된다. 게다가, 항공사는 아이히만이 이스라엘로 기꺼이 갈 것이라는 진술서에 서명하지 않으면 그를 수송하는 데 동의하지 않을 것이라는 통보를 받는다. 그는 공정한 재판을 받지 못할 것이라고 생각하여 서명하기를 거부한다. 팀의 심문관은 아이히만을 설득하지 못하고 팀원들 사이의 긴장은 고조된다. 일부는 아이히만을 즉시 죽이고 싶어 한다. 피터는 결국 홀로코스트로 인해 그의 여동생 프루마와 그녀의 세 어린 자녀를 잃은 자신의 개인적인 이야기를 공유하고, 아이히만의 유대인 학살에 대한 무지 이야기를 들은 후 서명을 받아낸다. 아이히만은 자신의 일이 오로지 물류에 집중되어 있었고 단지 "명령을 따랐을" 뿐이라고 주장한다.
비행기 지연과 아이히만의 굴복을 기다리는 동안, 클라우스와 아르헨티나 경찰은 아이히만의 실종을 점점 더 조사하며 요원의 스케치를 대중에게 배포한다. 아르헨티나 페소 대신 미국 달러를 사용한 후, 모사드의 현지 연락책 중 한 명이 체포되어 안전 가옥의 위치를 밝힐 때까지 고문을 당한다. 모사드 팀이 떠날 준비를 하는 동안, 아이히만은 그의 공손한 가면을 벗고 피터에게 특수작전집단에 의해 구덩이에서 5,000명의 유대인이 살해당하는 끔찍한 이야기를 들려주며, 그들 중 한 명(아기를 살려달라고 아이히만에게 간청했던 여자)이 피터의 여동생이었는지 잔인하게 궁금해한다.
나치와 경찰이 그들을 압박해오자, 나머지 팀은 탈출 계획을 대폭 변경해야 했고, 그 결과 두 명의 요원이 뒤처지게 된다. 경찰은 또한 비행기의 착륙 허가를 압수하여 비행기를 이륙하지 못하게 한다. 피터는 허가증 사본을 항공 교통 관제소에 직접 전달하고, 경찰이 다가오는 것을 보고 비행기에게 자신 없이 이륙하라고 명령한다.
이스라엘에서 모든 요원들은 전 세계에 TV로 방영된 아이히만 재판에서 재회한다. 에필로그에서는 아이히만이 유죄 판결을 받고 1962년에 교수형에 처해졌다는 사실이 밝혀진다. 나치 죽음의 기계에서 살아남은 생존자들의 증언은 세계가 그들로부터 직접 들은 첫 번째 증언이었다. 피터는 성공적인 경력을 쌓고 장수했으며, 2005년에 사망했다.

## 출연진
- 오스카 아이작 - 피터 말킨 역
- 벤 킹슬리 - 아돌프 아이히만 역
- 리오르 라즈 - 이세르 하렐 역
- 멜라니 로랑 - 해나 역
- 닉 크롤 - 로시 역
- 조 앨윈 - 클라우스 아이히만 역
- 헤일리 루 리처드슨 - 실비아 헤르만 역